# Aksak
En musique et en danse traditionnelle, le terme aksak (du turc « boiteux ») désigne les principaux rythmes irréguliers qu'on rencontre principalement dans les Balkans, en Grèce, en Turquie et en Bulgarie. Ces rythmes sont composés d'un ou de plusieurs groupes binaires (2 temps) et d'un groupe ternaire (3 temps) qui se combinent en une seule mesure.
Exemples :
- 5 temps : 2+3 (Pajduška) ou 3+2 (Zortziko basque)
- 7 temps : 2+2+3 (Račenica) ou 3+2+2 (Lesnoto) ou Četvorno ou 2+3+2
- 9 temps : 2+2+2+3 (Dajčovo) ou 3+2+2+2 ou 2+2+3+2
- 11 temps : 2+2+2+2+3 ou 2+2+3+2+2 (Gankino horo, Kopanitsa (en))
- 13 temps : 2+2+2+2+2+3 (Elenino horo) ou 2+2+2+3+2+2 (Krivo Sadovsko Horo)
- 15 temps : 2+2+2+2+3+2+2 (Bučimiš - Bulgarie)

On retrouvera également des mélodies formées de deux ou plusieurs rythmes irréguliers.  Ce sera le cas notamment de mélodies telles que :
- 18 temps : 3+2+2 + 2+2+3+2+2 (Jovino horo, Jove malaj mome)
- 22 temps : 2+2+2+3 + 2+2+2+3 + 2+2 (Sandansko horo)
- 25 temps : 3+2+2 + 3+2+2 + 2+2+3 + 2+2 (Sedi donka)